# Etnias de la República del Congo

Figura antropomórfica del pueblo kongo.

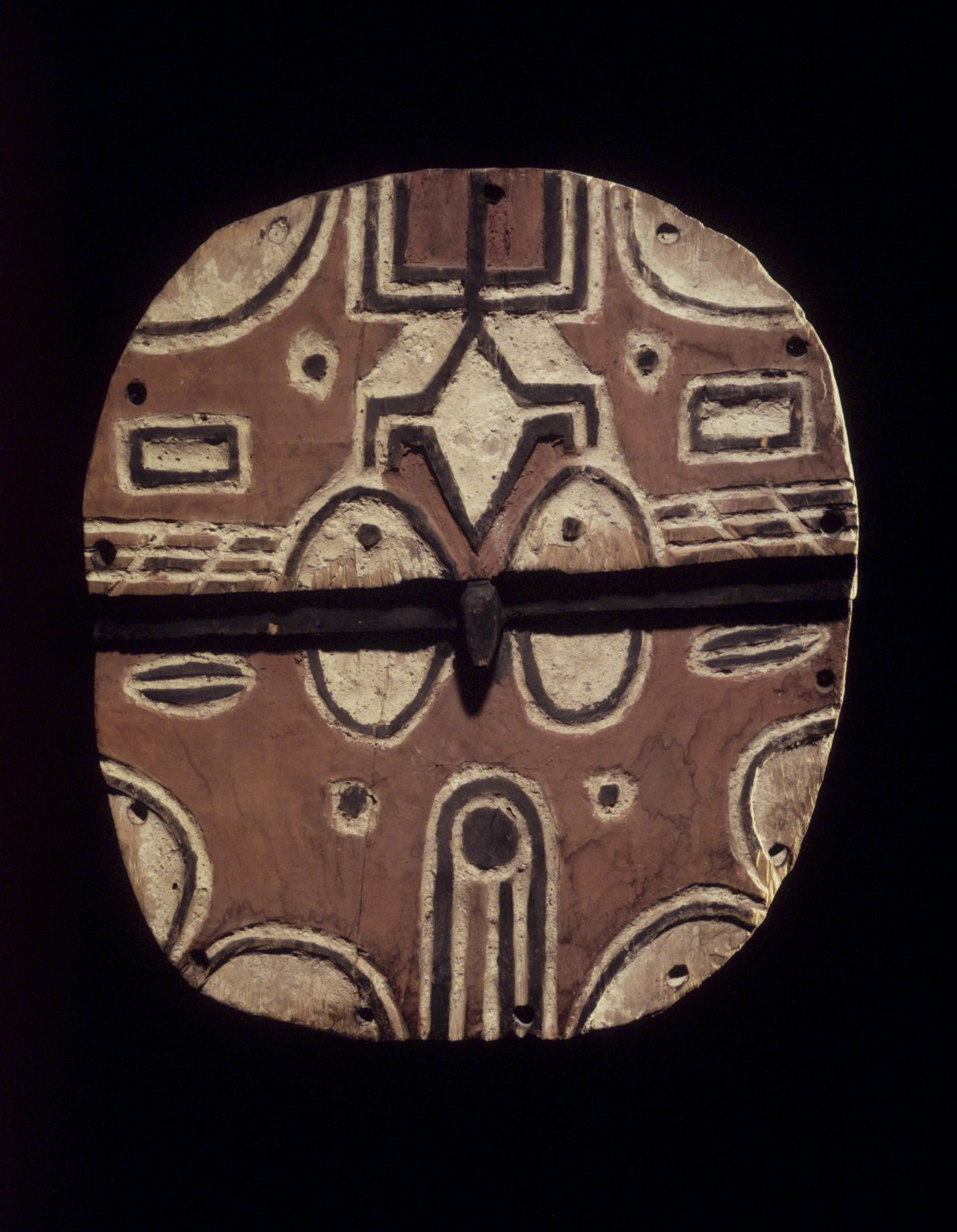
Máscara teke, del Museo de Brooklyn.

La República del Congo posee una población estimada de 5,5 millones de habitantes en 2019, que se doblaría en 2045 según los análisis de Naciones Unidas. La mitad de la población vive en las dos ciudades principales, Brazzaville y Point-Noire, al sudoeste del país, y tres cuartas partes viven en áreas urbanas, dejando a poco más de 1 millón de personas repartidas por más de 300.000 km² de territorio cubierto de selvas.
La fertilidad es muy elevada, de 5,1 niños por mujer, que se eleva a 6,5 en las zonas rurales, con un crecimiento de la población del 3% anual. cada 3 minutos nace un niño, mientras que muere una persona cada 14 minutos.

### Etnias de la República del Congo
Casi todos los congoleños son bantúes, y solo el 3% es no bantú, entre ellos los pigmeos, más de 30.000 que viven en las profundas selvas del norte y el oeste. Entre los bantúes hay unas 74 etnias, de las que la mayoría, que representan el 40,5% de los habitantes del país, son kongo. Según la CIA, el resto de etnias importantes se dividen en teke (16,9%) mbochi (13,1%), extranjeros (8,2%), sangha (5,6%), mbere/mbeti/kele (4,4%), punu (4,3%), pigmeos (1,6%), ubanguianos (1,6%), duma (1,5%), makaa (1,3%) y otros, el 1% (estimación 2014-15).
- Kongo o bakongo, viven al sur de país, desde Brazzaville hasta Point-Noire, y desde aquí hasta Luanda, en Angola. Son unos 2 millones de una población total que supera los 10 millones si se suman la RDC y Angola. Incluyen los lari en torno a Brazzaville, los vili en torno a Point-Noire, los lombe, yombe o bayombe en la sierra de Mayombé, los babembe, los basundi y los bakamba.[4][5]

- Teke o bateke. Son el segundo grupo, un 17%, cerca de 900.000 individuos. Viven en la sabana al norte de Brazzaville, donde se jactan de cazar aves y gacelas. Son comerciantes y realizan máscaras y estatuas de gran calidad artística. Hablan las lenguas teke. Repartidos entre Gabón, la RDC y el Congo.[6][7][8]
- Mbochi o m'boshi Son unos 600.000. Viven en la sabana y las selvas del noroeste, al norte del departamento de Plateaux y en los de Cuvette y Cuvette-Oeste, en torno a Boundji, Owando, Mbomo, Etoumbi, Mossaka, Oyo y Makoua, y a lo largo de ríos navegables como el Kouyou, Alima, Sangha y Likouala. Son el origen de gran parte de la migración a Brazzaville, donde trabajan como obreros y sirvientes. Entre los subgrupos se encuentran los kuyu, los makua, los bonga, los bobangi, los moye, los ngare y los mboko.[9]

### Lenguas
En la República del Congo se hablan unas 62 lenguas, El kituba y lingala son las lenguas nacionales aunque el idioma oficial es el francés. El kikongo es la base de la lengua franca, el kituba o monokutuba. Los otros idiomas son  el kikongo, el téké, el mboshi, y otras  lenguas, entre ellas las de los pigmeos.